# Казаца (Сиракуза)
Казаца је насеље у Италији у округу Сиракуза, региону Сицилија.
Према процени из 2011. у насељу је живело 272 становника. Насеље се налази на надморској висини од 213 м.